# Глобус (книжный магазин)
| Основан:    | 1971                       |
| Расположен: | Сан-Франциско              |
| Сайт:       | http://www.globusbooks.com |

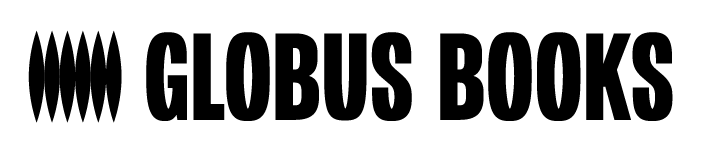

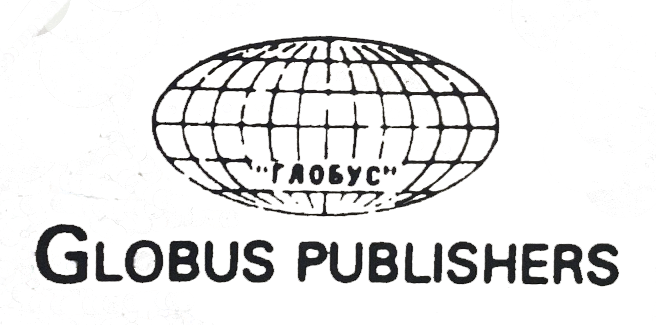
Издательская марка (1970-1980-е гг.)

Глобус — книжный магазин в Сан-Франциско, специализирующийся на торговле книгами на русском языке. 

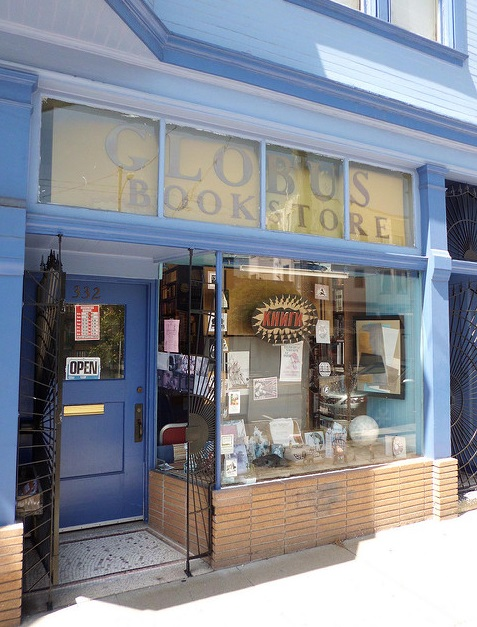
Вход в книжный магазин «Глобус»

## История
Основатель магазина Владимир Азар родился в 1917 году в Белграде в семье эмигрантов, где окончил Российскую военную академию. Эмигрировал в Сан-Франциско, где в течение нескольких лет торговал русскими эмигрантскими изданиями «из багажника собственной машины».

В 1971 году по адресу ул. Бальбоа, дом 332 открылся магазин «Глобус». Основную часть его ассортимента составили издания русской эмиграции — таким образом, магазин стал альтернативой крупному книжному магазину «Знание», который пользовался поддержкой советского консульства.
Им же было основано издательство «Globus Pubishing House and Printers». Вместе с наборщиком Александром Гибановым они начали выпускать книги на русском языке: издания по русской военной истории, произведения эмигрантов первой и второй волн, сочинения местных авторов и т. д. В 1984 году Владимир Азар умер от сердечного приступа — вместе со смертью основателя прекратило существовать и издательство. Всего было выпущено около 70 книг.
В том же году магазин был приобретён Вероникой Аренс, внучкой Льва Евгеньевича Аренса, иммигрировавшей в Сан-Франциско несколькими годами ранее. К 1984 году Вероника работала в книжном магазине «Знание» и обучала американцев русскому языку (одним из ее учеников был Робин Уильямс, готовившийся к фильму «Москва на Гудзоне»).
При новой владелице ассортимент магазина значительно пополнился изданиями русского зарубежья, активнее стал пополняться отдел антикварных изданий. По словам библиографа Гавайского университета Патрисии Полански, именно в магазине «Глобус» ею были найдены те редкие русские издания, выпущенные в Китае, Южной и Северной Америках, что стало основой Русской эмигрантской коллекции Гавайского университета. Впоследствии не раз книги, попадавшие в магазин, не значились в библиографии и становились первыми известными науке экземплярами русских тихоокеанских изданий.

## Магазин сегодня
В 2018 году магазин снова сменил владельца, но продолжает работу по тому же адресу по улице Бальбоа в районе «Иннер Ричмонд». Ассортимент составляет около 30 000 книг.